# تيودور مافروجورداتو
تيودور مافروجورداتو (بالإنجليزية: Theodore Mavrogordato)‏ مواليد 31 يوليو 1883 في لندن - الوفاة 24 أغسطس 1941 في سري، إنجلترا، كان لاعب كرة مضرب إنجليزي بدأ مسيرته كمحترف سنة 1903 وكان يلعب باليد اليمنى، اعتزل اللعب في 1928. سبق أن شارك في دورة الألعاب الأولمبية الصيفية.

## روابط خارجية
- تيودور مافروجورداتو على موقع رابطة محترفي التنس (الإنجليزية)
- تيودور مافروجورداتو على موقع الاتحاد الدولي لكرة المضرب (الإنجليزية)
- تيودور مافروجورداتو على موقع كأس ديفيز (الإنجليزية)
- تيودور مافروجورداتو على موقع أرشيف التنس.كوم (الإنجليزية)
- تيودور مافروجورداتو على موقع خلاصة التنس.كوم (الإنجليزية)
- تيودور مافروجورداتو على موقع أوليمبيديا (الإنجليزية)